# Cerura duonummenia
Cerura duonummenia är en fjärilsart som beskrevs av Dyar 1912. Cerura duonummenia ingår i släktet Cerura och familjen tandspinnare. Inga underarter finns listade i Catalogue of Life.